# タイ軍事クーデター (2014年)

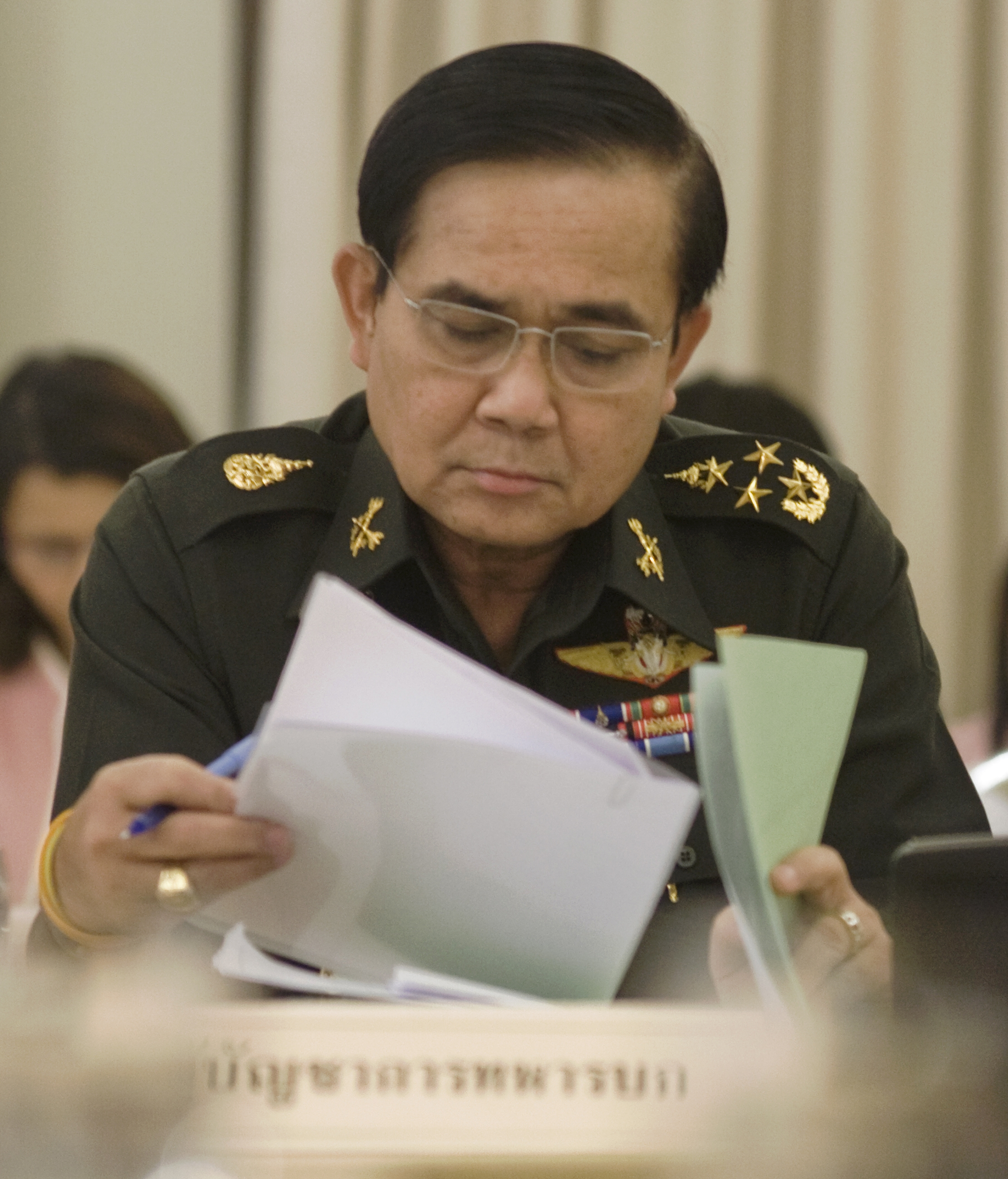
クーデターを宣言したプラユット陸軍総司令官

2014年タイ軍事クーデター（2014ねんタイぐんじクーデター、タイ語: รัฐประหารในประเทศไทย พ.ศ. 2557）は、タイ王国国軍が2014年5月22日に成立を宣言した政変である。同国を立憲君主制に移行させた1932年の立憲革命以来、19回目のクーデターとなった。

## 背景
2011年7月3日の総選挙でタイ貢献党が勝利し、第31代首相のタクシン・シナワットの妹であるインラック・シナワットが第36代首相に就任した。2013年10月、2010年に発生したタクシン支持派・反独裁民主戦線(UDD)による反政府デモに対して当時の首相のアピシット・ウェーチャチーワと副首相のステープ・トゥアクスパンが弾圧を命じたとして殺人罪で起訴する方針が固められたことをきっかけに、11月にステープは議員を辞職し、11月25日にインラック政権に対する反政府デモを開始した（2013年タイ反政府デモ）。12月9日にはインラックが議会の解散と総選挙実施を表明し、2011年総選挙の再現を狙ったが2014年2月2日に行われた総選挙は反政府派による妨害で一部選挙区では投票が行えず、3月21日に憲法裁判所は総選挙無効の判決を下したことで事態収拾は遠のいた。5月7日、2011年にインラックが国家安全保障会議(NSC)事務局長を異動させ、親類を後継ポストに就かせたのは職権乱用であると問われた裁判で憲法裁判所はインラックの行為は憲法違反に当たると判断、憲法規定により首相を失職した。暫定首相に副首相兼商業大臣のニワットタムロン・ブンソンパイサンが就き、反政府派の最大の要求であるインラック政権退陣は果たされたが混乱が収まることはなかった。長引く混乱のために政治は行き詰まり、成長も鈍化することとなった。

## 推移

### 戒厳令発令
2014年5月20日午前3時、タイ王国陸軍が政治的混乱の収拾、平和と秩序の維持を名目として全土に戒厳を発令したと声明。デモ活動を禁じた。プラユット・チャンオチャ陸軍総司令官はテレビ演説を行い、軍が治安維持にあたることを表明し全ての政治勢力に対して対話を促した。同時に「これはクーデターではない」とした。暫定政府は戒厳令発令について知らされていなかった。続いて陸軍は報道の検閲を布告し、政府支持・反政府支持派双方の衛星テレビ局10局の放送を停止した。翌5月21日にプラユット総司令官による各政治勢力による協議が行われ、陸軍は暫定政権の樹立や6ヶ月から9ヶ月の間に改めて総選挙を行うことなどを提案し、翌日22日も含めて2回の会合が行われたものの結論は出ず、午後4時10分になってプラユット総司令官は協議を中断した。なお、会議の出席者はそのまま陸軍に連行された。

### クーデター宣言

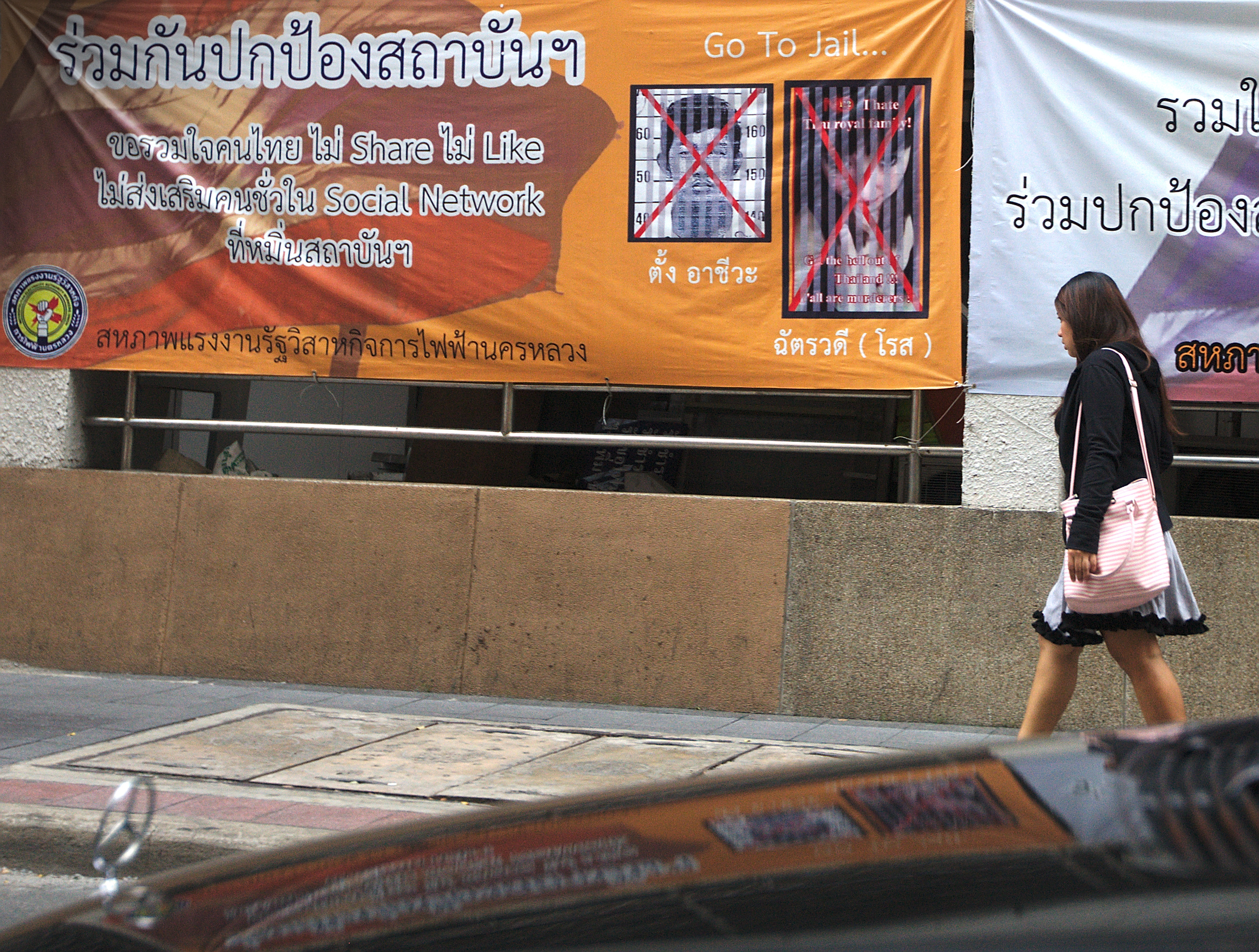
バンコクで掲示されているバナー（2014年6月30日撮影）。“国民が協力して王制を守ろう。誹謗中傷を目的とする投稿はシェアしないようにしよう”と書かれている

5月22日午後5時、プラユットはテレビ演説を行い、平時の状態を取り戻し、政治、経済、社会構造の改革を実施するため、同日午後4時半をもって陸軍、空軍、警察により構成される国家平和維持評議会(National Peace Keeping Committee)が全権を掌握する必要があるとして、軍によるクーデターを宣言した。軍により以下のような決定事項が命じられた。
- 君主制に関する部分を除く憲法の停止[19]。
- 暫定内閣を停止[11]。
- 議会上院、裁判所は引き続き機能[19]。
- 午後10時半から翌日午前5時までの外出禁止[18][19]。
- 5人以上の集会を禁止[19]。
- 全テレビ・ラジオ局は通常放送を中止[18]、陸軍関連のもののみ放送[19]。
- 国民は通常の生活、仕事を続ける[11]。
- 大学や学校は5月25日まで閉鎖[11]。

また陸軍は政府派指導者の身柄を拘束し、暫定首相のニワットタムロンに出頭を命じたほか暫定内閣の法相のチャイカセームら閣僚の身柄も拘束。一方で反政府派のステープやアピシットの身柄も拘束された。

### 首相に正式就任
プラユットは8月25日に国王ラーマ9世の任命を受け、正式に第37代首相に就任した。

## 国際社会の反応
- アメリカ合衆国 - 陸軍による戒厳令発令に対し、国防総省のジョン・カービー報道官は民主主義の原則を尊重し、クーデターを起こさないよう要請した[22]。
- 日本 - 5月22日、岸田文雄外務大臣は談話を発表し、遺憾の意を表明するとともに民主政治の回復を強く求めた[23][24]。

## 抗議活動
- ハンガー・ゲーム (映画)に出ている3本指サインによる抗議運動が広まっている[25]。